# Metaproteómica
Metaproteómica (también proteómica comunitaria, proteómica ambiental o proteogenómica comunitaria) es un término general para los enfoques experimentales para estudiar todas las proteínas en comunidades microbianas y microbiomas de fuentes ambientales. La metaproteómica se utiliza para clasificar los experimentos que se ocupan de todas las proteínas identificadas y cuantificadas de comunidades microbianas complejas. Los enfoques de la metaproteómica son comparables a la genómica ambiental centrada en genes o metagenómica.

## Origen del término
El término "metaproteómica" fue propuesto por Francisco Valera para describir los genes y/o proteínas más abundantemente expresados en muestras ambientales. El término se derivó de "metagenoma". Wilmes y Bond propusieron el término "metaproteómica" para la caracterización a gran escala de todo el complemento proteico de la microbiota ambiental en un momento determinado. Al mismo tiempo, los términos "proteómica de la comunidad microbiana" y "proteogenómica de la comunidad microbiana" a veces se usan indistintamente para diferentes tipos de experimentos y resultados.

## Preguntas abordadas por la metaproteómica
La metaproteómica permite a los científicos comprender mejor las funciones de los genes de los organismos, ya que los genes en el ADN se transcriben en ARNm que luego se traduce en proteínas. Por lo tanto, los cambios en la expresión génica se pueden monitorear a través de este método. Además, las proteínas representan la actividad y la estructura celular, por lo que el uso de la metaproteómica en la investigación puede conducir a información funcional a nivel molecular. La metaproteómica también se puede utilizar como una herramienta para evaluar la composición de una comunidad microbiana en términos de contribuciones de biomasa de las especies miembros individuales de la comunidad y, por lo tanto, puede complementar los enfoques que evalúan la composición de la comunidad en función del recuento de copias de genes, como el amplicón o la secuenciación de metagenoma del gen ARNr 16S.

## Proteómica de comunidades microbianas
El primer experimento de proteómica se realizó con la invención de la electroforesis en gel de poliacrilamida bidimensional (2D-PAGE). Las décadas de 1980 y 1990 vieron el desarrollo de la espectrometría de masas y la proteómica basada en la espectrometría de masas. La proteómica actual de la comunidad microbiana hace uso de la separación basada en cromatografía líquida basada en gel (unidimensional y bidimensional) y no en gel, donde ambas se basan en la identificación de péptidos basada en espectrometría de masas.
Si bien la proteómica es en gran medida un enfoque basado en el descubrimiento seguido de otras técnicas moleculares o analíticas para proporcionar una imagen completa del sistema en cuestión, no se limita a la simple catalogación de proteínas presentes en una muestra. Con las capacidades combinadas de los enfoques "de arriba hacia abajo" y "de abajo hacia arriba", la proteómica puede realizar investigaciones que van desde la cuantificación de la expresión génica entre las condiciones de crecimiento (ya sea nutricional, espacial, temporal o química) hasta la información estructural de proteínas.
Un estudio de metaproteómica del microbioma oral humano encontró 50 géneros bacterianos usando proteómica de escopeta. Los resultados coincidieron con el Proyecto Microbioma Humano, un enfoque basado en la metagenómica.
De manera similar, los enfoques metaproteómicos se han utilizado en estudios clínicos más amplios que vinculan el proteoma bacteriano con la salud humana. Un artículo reciente utilizó proteómica de escopeta para caracterizar el microbiota vaginal, identificando 188 especies bacterianas únicas en 688 mujeres perfiladas. Este estudio vinculó los grupos de microbiomas vaginales con la eficacia de los medicamentos antirretrovirales tópicos para prevenir la adquisición del VIH en las mujeres, lo que se atribuyó al metabolismo bacteriano del medicamento in vivo. Además, se han utilizado enfoques metaproteómicos para estudiar otros aspectos del microbioma vaginal, incluidas las consecuencias inmunológicas e inflamatorias de la disbiosis microbiana vaginal, así como la influencia de los anticonceptivos hormonales en el microbioma vaginal.

## Metaproteómica y el microbioma intestinal humano
Además de los microbiomas orales y vaginales, varios estudios de microbiomas intestinales han utilizado enfoques metaproteómicos. Un estudio de 2020 realizado por Long et al. ha demostrado, utilizando enfoques metaproteómicos, que la patogenia del cáncer colorrectal puede deberse a cambios en el microbioma intestinal. Varias proteínas examinadas en este estudio se asociaron con la ingesta y el transporte de hierro, así como con el estrés oxidativo, ya que el alto contenido intestinal de hierro y el estrés oxidativo son indicativos de cáncer colorrectal.
Otro estudio realizado en 2017 por Xiong et al. utilizó la metaproteómica junto con la metagenómica para analizar los cambios en la microbiota intestinal durante el desarrollo humano. Xiong et al. encontraron que el microbioma intestinal infantil puede estar poblado inicialmente con anaerobios facultativos como Enterococcus y Klebsiella y luego poblado por anaerobios obligados como Clostridium, Bifidobacterium y Bacteroides. Si bien el microbioma intestinal humano cambió con el tiempo, las funciones metabólicas microbianas se mantuvieron constantes, incluido el metabolismo de carbohidratos, aminoácidos y nucleótidos.
Un estudio similar realizado en 2017 por Maier et al. metaproteómica combinada con metagenómica y metabolómica para mostrar los efectos del almidón resistente en el microbiota intestinal humano. Después de que los sujetos consumieran dietas ricas en almidón resistente, se descubrió que varias proteínas microbianas estaban alteradas, como la butirato quinasa, la enoil coenzima A (enoil-CoA) hidratasa, la fosfotransacetilasa, la adenilosuccinato sintasa, la adenina fosforribosiltransferasas y la guanina fosforribosiltransferasas. Los sujetos humanos experimentaron aumentos en la colipasa, la triglicérido lipasa pancreática, la abundancia de lipasa estimulada por sales biliares y también experimentaron una disminución en la α-amilasa.
En general, la metaproteómica ha ganado una inmensa popularidad en los estudios del microbioma intestinal humano, ya que ha dado lugar a importantes descubrimientos en el campo de la salud.

## Metaproteómica en estudios de microbiomas ambientales
La metaproteómica ha sido especialmente útil en la identificación de microbios involucrados en varios procesos de biodegradación. Un estudio de 2017 realizado por Jia et al. ha demostrado la aplicación de la metaproteómica en el examen de los perfiles de expresión de proteínas de los microorganismos productores de biocombustibles. Según este estudio, las proteínas bacterianas y arqueales están involucradas en la producción de biocombustibles derivados del hidrógeno y el metano. Las proteínas bacterianas involucradas son ferredoxina-NADP reductasa, acetato quinasa y NADH-quinona oxidorreductasa que se encuentran en los taxones Bacillota, Pseudomonadota, Actinomycetota y Bacteroidota. Estas proteínas particulares están involucradas en el metabolismo de carbohidratos, lípidos y aminoácidos. Las proteínas arqueales involucradas son la acetil-CoA descarboxilasa y la metil-coenzima M reductasa que se encuentran en Metanosarcina. Estas proteínas participan en vías bioquímicas que involucran la utilización de ácido acético, la reducción de CO 2 y el uso de nutrientes de metilo.
El primer método de cuantificación para metaproteómica fue informado por Laloo et al. 2018 sobre un reactor biológico diseñado enriquecido con bacterias oxidantes de amoníaco y nitrito. Aquí, los autores utilizaron un método de cuantificación SWATH-MS robusto (requisito de proteína 5 μg) para estudiar el cambio en los niveles de expresión de proteína a una condición perturbada. El estudio señaló que los cambios en la expresión de proteínas de las especies dominantes, es decir, las bacterias que oxidan el amoníaco, se observaron claramente, pero esto no fue así para las bacterias que oxidan los nitritos, que se encontraron en poca abundancia.
Un estudio de 2019 de Li et al. ha demostrado el uso de la metaproteómica en la observación de la expresión de proteínas de genes de degradación de hidrocarburos aromáticos policíclicos (HAP). Los autores de este estudio se centraron específicamente en identificar las comunidades microbianas degradables en los lodos activados durante el tratamiento de aguas residuales, ya que los HAP son contaminantes de aguas residuales muy frecuentes. Demostraron que las bacterias Burkholderiales están muy involucradas en la degradación de HSP y que las proteínas bacterianas están involucradas en la replicación del ADN, el metabolismo de los ácidos grasos y la glucosa, la respuesta al estrés, la síntesis de proteínas y el metabolismo de los hidrocarburos aromáticos.
Un estudio similar realizado en 2020 por Zhang et al. involucró el perfil metaproteómico de microorganismos degradadores de colorantes azoicos. Dado que los colorantes azoicos son contaminantes industriales peligrosos, se utilizó la metaproteómica para observar el mecanismo de biodegradación general. Se identificaron cepas de Pseudomonas, Burkholderia, Enterobacter, Lactococcus y Clostridium mediante secuenciación de escopeta metagenómica, y se encontró que muchas proteínas bacterianas mostraban actividad degradante. Estas proteínas identificadas mediante metaproteómica incluyen aquellas involucradas en el ciclo TCA, la glucólisis y la deshidrogenación de aldehídos. Por lo tanto, la identificación de estas proteínas llevó a los científicos a proponer posibles vías de degradación de colorantes azoicos en Pseudomonas y Burkholderia.
Con todo, la metaproteómica es aplicable no solo a los estudios de salud humana, sino también a los estudios ambientales que involucran contaminantes potencialmente dañinos.